# Les Caractères
Pour les articles homonymes, voir Caractère.
Ne doit pas être confondu avec Les Caractères (Théophraste).

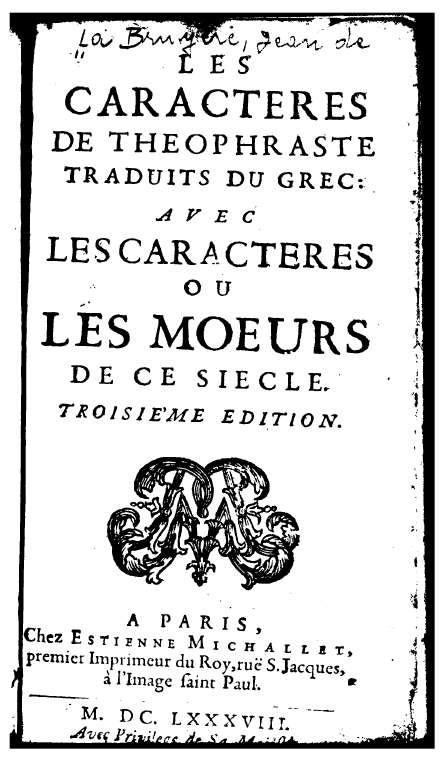
Page de titre de la troisième édition de 1688.

Les Caractères ou les Mœurs de ce siècle est une œuvre de Jean de La Bruyère publiée pour la première fois en 1688 à Paris.

## Écriture
La Bruyère travailla pendant dix-sept ans avant de publier ce recueil de 420 remarques, sous forme de maximes, de réflexions et de portraits, présenté comme une simple continuation des Caractères du philosophe grec Théophraste, qu'il traduit en tête de l'ouvrage. L'auteur aurait commencé la rédaction de cet ouvrage dès 1670, et il mourut en 1696 après l'avoir revu et corrigé pour une neuvième et dernière édition, posthume celle-là. Les Caractères ou les Mœurs de ce siècle sont ainsi passés de 420 remarques en 1688 à 1120 en 1694. C'est donc l'œuvre de toute une vie, en même temps que la seule œuvre que La Bruyère ait publiée.

## Projet
Dans la préface, l'auteur explique le choix qui a été le sien d'écrire des remarques :

« Ce ne sont point au reste des maximes que j'aie voulu écrire, […] l'usage veut qu'à la manière des oracles elles soient courtes et concises ; quelques-unes de ces remarques le sont, quelques autres sont plus étendues : on pense les choses d'une manière différente, et on les explique par un tour aussi tout différent. »

À la variété de la réalité humaine et sociale observée, répond donc la variété de la forme qui en rend compte.
 
L'auteur affiche sa préférence pour les Anciens dans son livre, à commencer par l'épigraphe en latin d'Érasme. En effet, il dit traduire seulement du grec l'œuvre de Théophraste. En se plaçant ainsi directement et ouvertement dans la lignée de ce philosophe de l'Antiquité, il souligne sa fidélité à la tradition des philosophes moraux. Mais en même temps, à la fin du Discours sur Théophraste, il revendique son originalité en parlant de « nouveaux Caractères » ; ce terme d’« originalité » doit se comprendre à la fois « comme retour aux origines et comme instauration d'une nouvelle origine », ainsi que le fait observer très justement Emmanuel Bury. Ce recueil de caractères connaît un vif succès et Jean de La Bruyère de son vivant fait paraître huit éditions de son ouvrage, enrichies de nombreuses additions au fur et à mesure des éditions. Le succès de l’œuvre est dû à sa qualité, notamment à l'originalité surprenante de sa structure, à son style brillant, mais aussi à la vérité de la peinture des mœurs contemporaines : elle reflète les maux sociaux et culturels, et sait faire la critique de l'importance de la mode.
Jean de La Bruyère disait faire des remarques sur la société qui l'entourait, c'est-à-dire la cour où il était au service du Duc de Condé, comme précepteur de son fils. En effet, il dit que « le philosophe consume sa vie à observer les hommes ». « Je rends au public ce qu'il m'a prêté ; j'ai emprunté de lui la matière de cet ouvrage […] », tels sont les premiers mots de la préface : c'est ce qu'il nomme un portrait d'après nature. Il veut associer le plaire et l'instruire : « on ne doit parler, on ne doit écrire que pour l'instruction ; et s'il arrive que l'on plaise, il ne faut pas néanmoins s'en repentir, si cela sert à insinuer et à faire recevoir les vérités qui doivent instruire. » Ainsi il s'efface volontairement dans son œuvre pour décrire objectivement sa société ; mais le « je » de La Bruyère perce souvent sous le masque du moraliste.

## Structure
Cette œuvre compte 1 120 éléments (maximes, réflexions, portraits…) qui prennent place dans 16 chapitres.
| Numéro | Intitulé                            | Nombre d’éléments |
| ------ | ----------------------------------- | ----------------- |
| 1      | Des Ouvrages de l’Esprit            | 69                |
| 2      | Du Mérite Personnel                 | 44                |
| 3      | Des Femmes                          | 81                |
| 4      | Du Cœur                             | 85                |
| 5      | De la Société et de la Conversation | 83                |
| 6      | Des Biens de Fortune                | 83                |
| 7      | De la Ville                         | 22                |
| 8      | De la Cour                          | 101               |
| 9      | Des Grands                          | 56                |
| 10     | Du souverain ou de la République    | 35                |
| 11     | De l’Homme                          | 158               |
| 12     | Des Jugements                       | 119               |
| 13     | De la Mode                          | 31                |
| 14     | De Quelques Usages                  | 73                |
| 15     | De la Chaire                        | 30                |
| 16     | Des Esprits Forts                   | 50                |

## Jugements
- En 1701, Bonaventure d'Argonne, dit Vigneul-Marville, consacre à l'œuvre une étude : Sentiments critiques sur Les Caractères de monsieur de La Bruyère. Elle est considérée comme injuste[8].
- En 1746, dans Réflexions et Maximes, Vauvenargues célèbre la vivacité d'imagination et la qualité de « peintre » de La Bruyère, quoiqu'il conteste la profondeur de sa pensée[9].
- Voltaire en célèbre le style pittoresque, allusif et novateur dans Le Siècle de Louis XIV (1751)[9].
- Provocateur, Stendhal, en 1812, lui reproche son manque de sensibilité, et lui dénie tout talent comique[10].
- Sainte-Beuve, à l'inverse, en admire la composition secrète et l'art de la surprise (1839)[11].
- Baudelaire admire à son tour, en 1859, l'imagination vive de La Bruyère dans ses portraits[12].
- Dans Le Temps retrouvé, Marcel Proust célèbrera, lui, la potentialité émotionnelle des pensées de La Bruyère, mises en relation avec la vie[13].
- André Gide écrit en 1926 : « Je relis Les Caractères de La Bruyère. Si claire est l'eau de ces bassins, qu'il faut se pencher longtemps au-dessus pour en comprendre la profondeur[14]. »

## Programmes d'enseignement
Les Caractères de La Bruyère sont inscrits aux programmes des agrégations de lettres — grammaire, lettres classiques, lettres modernes — en 2020,,.
Lors des sessions 2022 à 2025, les livres V à X (pour la voie générale) et le livre XI (pour la voie technologique) des Caractères de La Bruyère figurent au programme des épreuves anticipées de français, au même titre que Gargantua de François Rabelais ou la Déclaration des droits de la femme et de la citoyenne d'Olympe de Gouges.
Les livres V à XI sont présents au programme des CAPES de lettres — lettres classiques, lettres modernes — pour les sessions 2024 à 2026,,.